# Hippopsis renodis
Hippopsis renodis är en skalbaggsart som beskrevs av Maria Helena M. Galileo och Martins 1988. Hippopsis renodis ingår i släktet Hippopsis och familjen långhorningar. Inga underarter finns listade i Catalogue of Life.